# L'Amitié
Pour les articles homonymes, voir L'Amitié (homonymie).
Albums de Françoise Hardy
In Deutschland
(1965) Françoise Hardy Sings in English
(1966)
L'Amitié est le quatrième album, édité en France et à l'étranger, de la chanteuse Françoise Hardy. L’édition originale est parue en France, en novembre 1965. Sans titre distinctif à sa sortie, cet album fut identifié par celui de son principal succès à partir de sa réédition en disque compact en novembre 2009. 

## Année 1965
- Février – mars : tournée française avec Hugues Aufray, Ronnie Bird, Éric Charden et Christine Lebail. Françoise Hardy étrenne sa nouvelle tenue de scène — tunique et pantalon blancs d'André Courrèges — et rode la chanson L'Amitié.
- Fin mai/début juin : premier tour de chant au cabaret de l'Hôtel Savoy à Londres. Accompagnée par l’orchestre de Marcel Hendrix, elle s'y produit pendant deux semaines.
- Juillet : Tournage en Grèce d’Une balle au cœur ; film réalisé par Jean-Daniel Pollet avec Sami Frey dans le rôle principal.
- À partir du 31 octobre et pour le mois de novembre : 2e Olympia en première partie (vedette américaine) des Compagnons de la chanson. Dans le programme vendu pour ce spectacle, Jacques Prévert lui a écrit un poème intitulé Une plante verte[1].

## Éditions originales de l'album
Note : La musique enregistrée en stéréophonie se généralisant, l’album fut disponible en mono et en stéréo. Les disques gravés en stéréophonie ne pouvaient être écoutés sur un électrophone monophonique. Cela impliquait la possession d’une platine tourne-disques stéréophonique. Pour remédier à cet état de chose, Vogue mettra au point une gravure compatible pour les deux systèmes en 1966.
 France, novembre 1965 : disque microsillon 33 tours/30cm., disques Vogue (FH 3), monophonie.
 France, novembre 1965 : disque microsillon 33 tours/30cm., Vogue stéréo (FHS 3), stéréophonie.
Pochettes ouvrantes : photographies réalisées par Jean-Marie Périer (Salut les copains).
 France, 1967 : cassette audio, Disques Vogue, Vogue International Industries (B.VOC.03), stéréo universelle.

### Liste des chansons
Les 12 chansons qui composent le disque ont été enregistrées en monophonie et en stéréophonie. Françoise Hardy est accompagnée par l’orchestre de Charles Blackwell.
| 1. | Ce petit cœur     | Françoise Hardy  | Françoise Hardy  | 2:10 |
| 2. | Il se fait tard   | Françoise Hardy  | Françoise Hardy  | 1:42 |
| 3. | Tout ce qu'on dit | Françoise Hardy  | Tommy Brown      | 2:12 |
| 4. | L'Amitié          | Jean-Max Rivière | Gérard Bourgeois | 2:23 |
| 5. | En t'attendant    | Françoise Hardy  | Françoise Hardy  | 1:46 |
| 6. | Je t'aime         | Françoise Hardy  | Mick Jones       | 2:00 |

| 1. | Non, ce n'est pas un rêve (Don't Come Any Closer)                | Françoise Hardy                  | Charles Blackwell      | 3:00 |
| 2. | Quel mal y a-t-il à ça ? (When I Get Through With You)           | Françoise Hardy                  | Harlan Howard          | 2:36 |
| 3. | Tu peux bien                                                     | Françoise Hardy                  | Françoise Hardy        | 1:48 |
| 4. | Le Temps des souvenirs, 2e version (Just Call and I'll Be There) | Jacques Datin et Maurice Vidalin | Charles Blackwell      | 2:31 |
| 5. | Je pensais                                                       | Françoise Hardy                  | Françoise Hardy        | 2:04 |
| 6. | Dis-lui non (Say It Now)                                         | Françoise Hardy                  | Robert Douglas Skelton | 2:26 |

## Discographie liée à l’album
– EP (Extended Playing) = Microsillon 45 tours 4 titres (super 45 tours)
– LP (Long Playing) = Microsillon 33 tours/30cm
– CD (Compact Disc) = Disque compact

### Première édition française des chansons
Nota bene : Dans les années soixante, l’industrie discographique française est axée en priorité sur la vente de super 45 tours. Les nouvelles chansons de Françoise Hardy sont donc d’abord éditées sur ces supports.
- Mars 1965 : EP, disques Vogue (EPL 8346).

1. Dis-lui non (Say It Now), (F. Hardy, adaptation du texte de Robert Douglas Skelton / Robert Douglas Skelton).
2. Dans le monde entier (F. Hardy), (titre déjà édité sur l’album précédent).
3. Tu es venu à moi (F. Hardy).
4. Son amour s'est endormi (Alle Nächte), (F. Hardy, adaptation du texte de Peter Moesser / Peter Moesser).

- Juin 1965 : EP, disques Vogue (EPL 8369).

1. Le Temps des souvenirs (Just Call and I'll Be There), (Jacques Datin et Maurice Vidalin, adaptation du texte de Charles Blackwell / Charles Blackwell), 1re version.
2. J'ai bien du chagrin (F. Hardy).
3. Tu ne m'attendras pas (F. Hardy).
4. Bout de Lune (F. Hardy).

- Octobre 1965 : EP, disques Vogue (EPL 8389).

1. L'Amitié (Jean-Max Rivière / Gérard Bourgeois).
2. Ce petit cœur (F. Hardy).
3. Non, ce n'est pas un rêve (Don't Come Any Closer), (F. Hardy, adaptation du texte de Charles Blackwell / Charles Blackwell).
4. En t'attendant (F. Hardy).

- Novembre 1965 : EP, disques Vogue/Vogue International Industries (EPL 8411).

1. Tu peux bien (F. Hardy).
2. Il se fait tard (F. Hardy).
3. Quel mal y a-t-il à ça ? (When I Get Through With You), (F. Hardy, adaptation du texte de Harlan Howard / Harlan Howard).
4. Je t'aime (F. Hardy / Mick Jones).

### Premières éditions étrangères de l’album
- Argentine, 1965 : LP, Opus/disques Vogue (LVMS 25011).
- Australie, 1965 : LP, The Warm Romantic Voice Of Francoise Hardy, disques Vogue (SVL 933.201).
- Brésil, 1965 : LP, Mocambo (LP 40297).
- Nouvelle-Zélande, 1965 : LP, The Warm Romantic Voice of Francoise Hardy, disques Vogue (SVL 933.201).
- Uruguay, 1965 : LP, disques Vogue (LV 25011).
- Afrique du Sud, 1966 : LP, disques Vogue (VGL 7010).
- Canada, 1966 : LP, L’Amitié, disques Vogue (VC 6022).
- Grèce, 1966 : LP, L'Amitié, disques Vogue (FHV 16001).
- Japon, 1966 : LP, disques Vogue (YX 8040).
- Royaume-Uni, 1966 : LP, disques Vogue (VRL 3021).
- États-Unis, 1966 : LP, Françoise... Françoise Hardy, 4 Corners/Kapp Records (mono FCL-4231), (stéréo FCS-4231).

### Rééditions françaises de l’album
- Début 1966 : LP, disques Vogue (FH 3 - FHS 3)[9].

Note : Vers la mi 1966, grâce au système de gravure universelle mis au point par Vogue, le « Scope Process », les disques peuvent être écoutés en monophonie sur un électrophone mono ou en stéréophonie sur une platine tourne-disques stéréo. La monophonie disparaîtra progressivement et les tourne-disques mono ne seront plus commercialisés à l’orée des années soixante-dix.
- Mi 1966 : LP, disques Vogue/Vogue International Industries (CFH3)[10].

- 1967 : LP, disques Vogue/Vogue International Industries (CFH3)[11].

- Printemps 1974 : LP, disques Vogue/Vogue International Industries (CFH3), stéréo universelle.[12].

- 1996 : CD (jewel case), disques Vogue/BMG (7 43213 80052 3), stéréo.
- 16 juin 2017 : LP (vinyle bleu), L’Amitié, Disques Vogue/Legacy/Sony Music (8 89854 39741 8).

### Rééditions étrangères de l’album
- États-Unis, 16 octobre 2015 : CD, L’Amitié, Light in the Attic Records/Future Days Recordings (FDR 617).

- États-Unis, 29 janvier 2016 : LP, L’Amitié, Light in the Attic Records/Future Days Recordings (FDR 617).

### Chansons adaptées en langues étrangères
Ce petit cœur
- Royaume-Uni, 1966 : This Little Heart (J. More), LP, Françoise Hardy Sings in English, disques Vogue/Vogue International Industries (CLD 699-30).

Il se fait tard
- Royaume-Uni, 1966 : It's Getting Late (Meredith), LP, Françoise Hardy Sings in English, disques Vogue/Vogue International Industries (CLD 699-30).

L’Amitié
- Royaume-Uni, 1965 : So Many Friends (J.More), disques Vogue (VRS 7004).

Non ce n’est pas un rêve
- Italie, 1966 : Non svegliarmi mai (Vito Pallavicini), SP, disques Vogue/Vogue International Industries (J 35099).

Tu peux bien
- Royaume-Uni, 1966 : It's My Heart (Meredith), LP, Françoise Hardy Sings in English, disques Vogue/Vogue International Industries (CLD 699-30).

### Reprises de chansons
L’Amitié
- Québec, 2004 : Marie-Élaine Thibert, CD, Disques Musicor.

- 2004 : Romane Serda, CD, Virgin, (24500 68252).

- Québec, 2005 : Louise Portal, CD, L’Âme à la tendresse, Disques Tandem (TDM 05022).

- 2008 : Les Enfoirés[14], double CD, Les Secrets des Enfoirés, RCA/SonyBMG.

- Québec, 2009 : Isabelle Boulay, CD, Chansons pour les mois d'hiver, Audigram/Chic musique (532 430-7).

- 2022 : Renaud, Métèque CD.

Ce petit cœur
- Espagne, mars 2008 : Rubi (es), CD, De la mano de Françoise Hardy, (..).

### Chanson choisie pour un film
L’Amitié
- Québec/ France, 2003 : Les Invasions barbares, réalisé par Denys Arcand.